# 21 Savage
Shéyaa Bin Abraham-Joseph (født 22. oktober 1992), kendt under sit scenenavn 21 Savage, er navnet på en amerikansk/britisk rapper fra Atlanta, Georgia. Han har lavet sange med blandt andet Travis Scott, J. Cole, Future og Post Malone. 21 Savage er mest kendt for hans sange om hans baggrund og livet som gangster, han har tatoveret en kniv i panden som gør ham genkendelig. Hans storebror blev skudt da 21 Savage var et barn.
Shéyaa er født i London i England, men hans familie flyttede til Atlanta da han var 7 år. 
 Der er for få eller ingen kildehenvisninger i denne artikel, hvilket er et problem. Du kan hjælpe ved at angive troværdige kilder til de påstande, som fremføres i artiklen.